# US Poker Open 2022

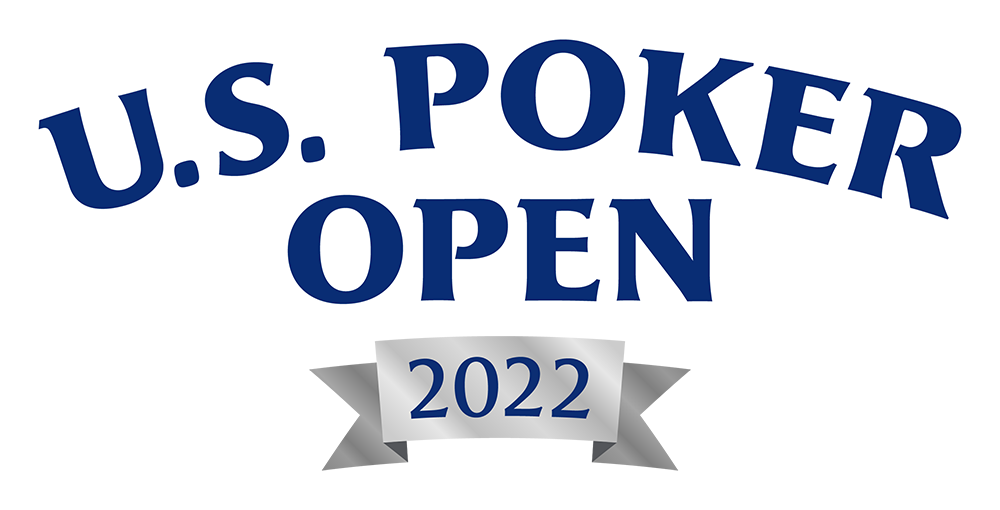
Logo der US Poker Open

Die US Poker Open 2022 waren die vierte Austragung dieser Pokerturnierserie und wurden von Poker Central veranstaltet. Die zwölf High-Roller-Turniere mit Buy-ins von mindestens 10.000 US-Dollar wurden vom 16. bis 28. März 2022 im PokerGO Studio im Aria Resort & Casino in Paradise am Las Vegas Strip ausgespielt.

## Struktur

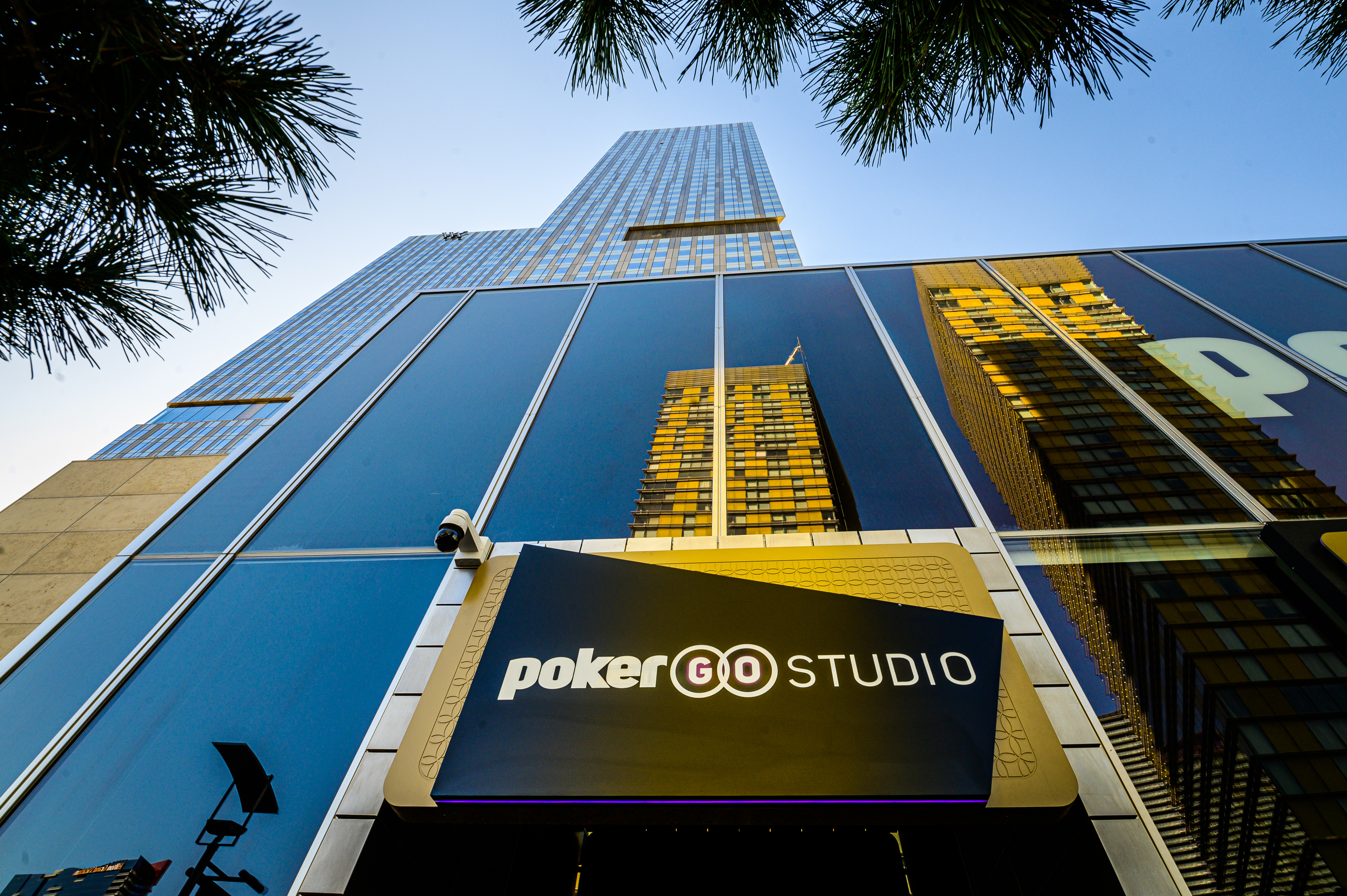
Das PokerGO Studio im Aria Resort & Casino (2019)

Sieben der zwölf Turniere wurden in der Variante No Limit Hold’em ausgetragen. Drei Events wurden in Pot Limit Omaha sowie je eine Event in 8-Game und Big Bet Mix gespielt. Die Turniere waren jeweils auf zwei Tage ausgelegt. Aufgrund des hohen Buy-ins waren bei den Turnieren lediglich die weltbesten Pokerspieler sowie reiche Geschäftsmänner anzutreffen. Sean Winter wurde als erfolgreichste Spieler der US Poker Open mit der „Golden Eagle Trophy“ sowie einer Prämie von 50.000 US-Dollar ausgezeichnet. Die Turnierserie war Teil der PokerGO Tour, die über das Kalenderjahr 2022 lief. Die meisten Finaltische dieser Tour, u. a. alle der US Poker Open, wurden auf der Streaming-Plattform PokerGO gezeigt, auf der ein kostenpflichtiges Abonnement nötig ist. Darüber hinaus wurden die ersten acht Finaltische der US Poker Open auch live und kostenlos auf dem YouTube-Kanal von PokerGO übertragen sowie von den letzten vier Events die erste Stunde kostenlos ausgestrahlt.

## Turniere

### Übersicht
| #  | Turnierbeginn | Buy-in (in $) | Variante         | Teilnehmer | Sieger         | Herkunft           | Preisgeld (in $) |
| -- | ------------- | ------------- | ---------------- | ---------- | -------------- | ------------------ | ---------------- |
| 1  | 16. März 2022 | 10.000        | No Limit Hold’em | 93         | Shannon Shorr  | Vereinigte Staaten | 213.900          |
| 2  | 17. März 2022 | 10.000        | Pot Limit Omaha  | 77         | Justin Young   | Vereinigte Staaten | 200.200          |
| 3  | 18. März 2022 | 10.000        | No Limit Hold’em | 88         | Adam Hendrix   | Vereinigte Staaten | 211.200          |
| 4  | 19. März 2022 | 10.000        | Big Bet Mix      | 53         | Tamon Nakamura | Japan              | 169.600          |
| 5  | 20. März 2022 | 10.000        | No Limit Hold’em | 66         | Jeremy Ausmus  | Vereinigte Staaten | 178.200          |
| 6  | 21. März 2022 | 15.000        | 8-Game           | 47         | Tamon Nakamura | Japan              | 239.700          |
| 7  | 22. März 2022 | 15.000        | No Limit Hold’em | 70         | Alex Foxen     | Vereinigte Staaten | 283.500          |
| 8  | 23. März 2022 | 15.000        | Pot Limit Omaha  | 66         | David Rheem    | Vereinigte Staaten | 271.350          |
| 9  | 24. März 2022 | 25.000        | No Limit Hold’em | 63         | Erik Seidel    | Vereinigte Staaten | 472.500          |
| 10 | 25. März 2022 | 25.000        | Pot Limit Omaha  | 49         | Dylan Weisman  | Vereinigte Staaten | 416.500          |
| 11 | 26. März 2022 | 25.000        | No Limit Hold’em | 55         | Sean Winter    | Vereinigte Staaten | 440.000          |
| 12 | 27. März 2022 | 50.000        | No Limit Hold’em | 42         | Sean Winter    | Vereinigte Staaten | 756.000          |

### #1 – No Limit Hold’em

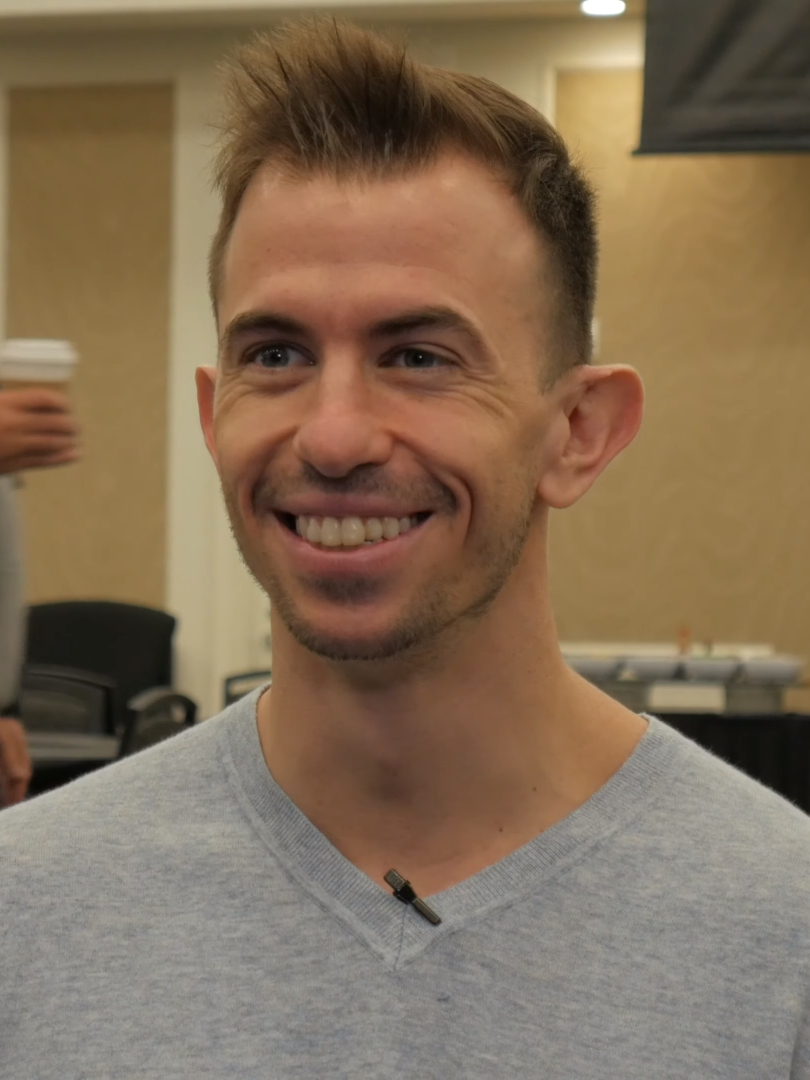
Shannon Shorr (2019)

Das erste Event wurde am 16. und 17. März 2022 in No Limit Hold’em gespielt. 93 Teilnehmer zahlten den Buy-in von 10.000 US-Dollar.
| Platz | Herkunft           | Spieler         | Preisgeld (in $) | Punkte |
| ----- | ------------------ | --------------- | ---------------- | ------ |
| 1     | Vereinigte Staaten | Shannon Shorr   | 213.900          | 214    |
| 2     | Vereinigte Staaten | Ren Lin         | 148.800          | 149    |
| 3     | Japan              | Masashi Oya     | 111.600          | 112    |
| 4     | Kanada             | Daniel Negreanu | 093.000          | 093    |
| 5     | Vereinigte Staaten | Erik Seidel     | 074.400          | 074    |
| 6     | Vereinigte Staaten | Joseph Cheong   | 055.800          | 056    |
| 7     | Vereinigte Staaten | Kristina Holst  | 046.500          | 047    |
| 8     | Vereinigte Staaten | Nick Schulman   | 037.200          | 037    |
| 9     | Slowenien          | Rok Gostiša     | 037.200          | 037    |
| 10    | Vereinigte Staaten | Sean Perry      | 027.900          | 028    |
| 11    | Kroatien           | Ivan Žufić      | 027.900          | 028    |
| 12    | Vereinigte Staaten | Dan Shak        | 018.600          | 019    |
| 13    | Vereinigte Staaten | Phil Hellmuth   | 018.600          | 019    |
| 14    | Japan              | Tamon Nakamura  | 018.600          | 019    |

### #2 – Pot Limit Omaha
Das zweite Event wurde am 17. und 18. März 2022 in Pot Limit Omaha gespielt. 77 Teilnehmer zahlten den Buy-in von 10.000 US-Dollar.
| Platz | Herkunft               | Spieler         | Preisgeld (in $) | Punkte |
| ----- | ---------------------- | --------------- | ---------------- | ------ |
| 1     | Vereinigte Staaten     | Justin Young    | 200.200          | 200    |
| 2     | Vereinigte Staaten     | Tommy Le        | 146.300          | 146    |
| 3     | Vereinigte Staaten     | Dan Shak        | 100.100          | 100    |
| 4     | Serbien                | Damjan Radanov  | 077.000          | 077    |
| 5     | Vereinigte Staaten     | Dylan Weisman   | 061.600          | 062    |
| 6     | Vereinigte Staaten     | Alex Foxen      | 046.200          | 046    |
| 7     | Vereinigte Staaten     | Zak Laikin      | 038.500          | 039    |
| 8     | Vereinigte Staaten     | Sam Soverel     | 030.800          | 031    |
| 9     | Vereinigtes Konigreich | Philip Long     | 023.100          | 023    |
| 10    | Vereinigte Staaten     | Joseph Wagganer | 023.100          | 023    |
| 11    | Vereinigte Staaten     | Adam Hendrix    | 023.100          | 023    |

### #3 – No Limit Hold’em
Das dritte Event wurde am 18. und 19. März 2022 in No Limit Hold’em gespielt. 88 Teilnehmer zahlten den Buy-in von 10.000 US-Dollar.
| Platz | Herkunft           | Spieler         | Preisgeld (in $) | Punkte |
| ----- | ------------------ | --------------- | ---------------- | ------ |
| 1     | Vereinigte Staaten | Adam Hendrix    | 211.200          | 211    |
| 2     | Vereinigte Staaten | Jonathan Little | 149.600          | 150    |
| 3     | Vereinigte Staaten | Jeremy Ausmus   | 105.600          | 106    |
| 4     | Vereinigte Staaten | Shannon Shorr   | 088.000          | 088    |
| 5     | Vereinigte Staaten | Erik Seidel     | 070.400          | 070    |
| 6     | Vereinigte Staaten | Nitis Udornpim  | 052.800          | 053    |
| 7     | Slowenien          | Rok Gostiša     | 044.000          | 044    |
| 8     | Vereinigte Staaten | Seth Davies     | 035.200          | 035    |
| 9     | Vereinigte Staaten | Sean Perry      | 035.200          | 035    |
| 10    | Vereinigte Staaten | Benjamin Miner  | 026.400          | 026    |
| 11    | Vereinigte Staaten | Alex Foxen      | 026.400          | 026    |
| 12    | Vereinigte Staaten | Scott Seiver    | 017.600          | 018    |
| 13    | Vereinigte Staaten | Mike Lang       | 017.600          | 018    |

### #4 – Big Bet Mix
Das vierte Event wurde am 19. und 20. März 2022 in Big Bet Mix gespielt. 53 Teilnehmer zahlten den Buy-in von 10.000 US-Dollar.
| Platz | Herkunft               | Spieler          | Preisgeld (in $) | Punkte |
| ----- | ---------------------- | ---------------- | ---------------- | ------ |
| 1     | Japan                  | Tamon Nakamura   | 169.600          | 170    |
| 2     | Slowenien              | Rok Gostiša      | 111.300          | 111    |
| 3     | Kanada                 | Daniel Negreanu  | 074.200          | 074    |
| 4     | Vereinigtes Konigreich | Stephen Chidwick | 053.000          | 053    |
| 5     | Vereinigte Staaten     | Dylan Weisman    | 042.400          | 042    |
| 6     | Vereinigte Staaten     | John Riordan     | 031.800          | 032    |
| 7     | Kanada                 | Alex Livingston  | 026.500          | 027    |
| 8     | Vereinigte Staaten     | Jeremy Ausmus    | 021.200          | 021    |

### #5 – No Limit Hold’em
Das fünfte Event wurde am 20. und 21. März 2022 in No Limit Hold’em gespielt. 66 Teilnehmer zahlten den Buy-in von 10.000 US-Dollar.
| Platz | Herkunft                | Spieler           | Preisgeld (in $) | Punkte |
| ----- | ----------------------- | ----------------- | ---------------- | ------ |
| 1     | Vereinigte Staaten      | Jeremy Ausmus     | 178.200          | 178    |
| 2     | Vereinigte Staaten      | Chris Brewer      | 132.000          | 132    |
| 3     | Vereinigte Staaten      | Ren Lin           | 085.800          | 086    |
| 4     | Bosnien und Herzegowina | Almedin Imširović | 066.000          | 066    |
| 5     | Vereinigte Staaten      | Nick Petrangelo   | 052.800          | 053    |
| 6     | Vereinigte Staaten      | David Peters      | 039.600          | 040    |
| 7     | Japan                   | Tamon Nakamura    | 033.000          | 033    |
| 8     | Kanada                  | Umang Dattani     | 026.400          | 026    |
| 9     | Kanada                  | Alex Livingston   | 026.400          | 026    |
| 10    | Vereinigte Staaten      | Peter Placey      | 019.800          | 020    |

### #6 – 8-Game
Das sechste Event wurde am 21. und 22. März 2022 in 8-Game gespielt. 47 Teilnehmer zahlten den Buy-in von 15.000 US-Dollar.
| Platz | Herkunft           | Spieler        | Preisgeld (in $) | Punkte |
| ----- | ------------------ | -------------- | ---------------- | ------ |
| 1     | Japan              | Tamon Nakamura | 239.700          | 240    |
| 2     | Vereinigte Staaten | Phil Hellmuth  | 155.100          | 155    |
| 3     | Vereinigte Staaten | Ben Yu         | 105.750          | 106    |
| 4     | Vereinigte Staaten | Bryan Micon    | 077.550          | 078    |
| 5     | Serbien            | Damjan Radanov | 056.400          | 056    |
| 6     | Vereinigte Staaten | Scott Seiver   | 042.300          | 042    |
| 7     | Vereinigte Staaten | Jeremy Ausmus  | 028.200          | 028    |

### #7 – No Limit Hold’em

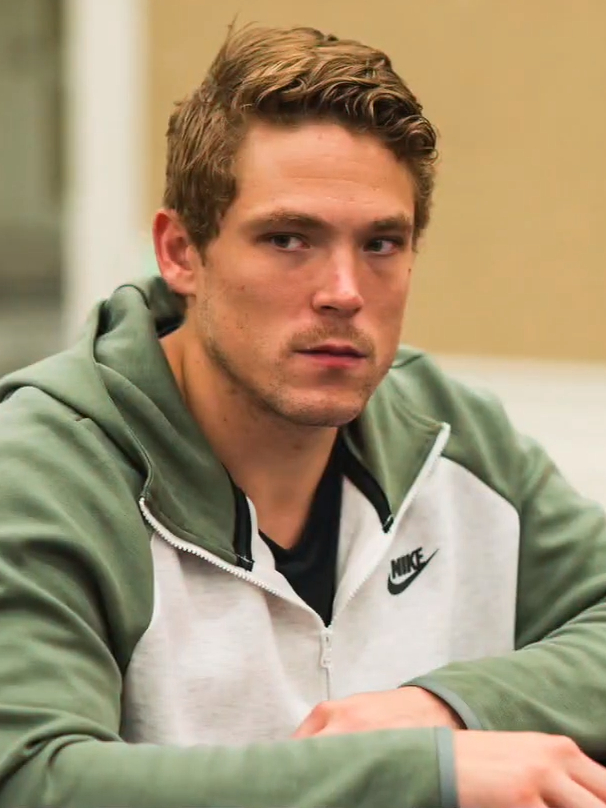
Alex Foxen (2019)

Das siebte Event wurde am 22. und 23. März 2022 in No Limit Hold’em gespielt. 70 Teilnehmer zahlten den Buy-in von 15.000 US-Dollar.
| Platz | Herkunft               | Spieler          | Preisgeld (in $) | Punkte |
| ----- | ---------------------- | ---------------- | ---------------- | ------ |
| 1     | Vereinigte Staaten     | Alex Foxen       | 283.500          | 284    |
| 2     | Vereinigte Staaten     | David Rheem      | 210.000          | 210    |
| 3     | Vereinigtes Konigreich | Stephen Chidwick | 136.500          | 137    |
| 4     | Belgien                | Thomas Boivin    | 105.000          | 105    |
| 5     | Vereinigte Staaten     | Joseph Cheong    | 084.000          | 084    |
| 6     | Vereinigte Staaten     | Dan Smith        | 063.000          | 063    |
| 7     | Vereinigte Staaten     | Vikenty Shegal   | 052.500          | 053    |
| 8     | Vereinigte Staaten     | Adam Hendrix     | 042.000          | 042    |
| 9     | Vereinigte Staaten     | Bill Klein       | 042.000          | 042    |
| 10    | Vereinigte Staaten     | Joe McKeehen     | 031.500          | 032    |

### #8 – Pot Limit Omaha

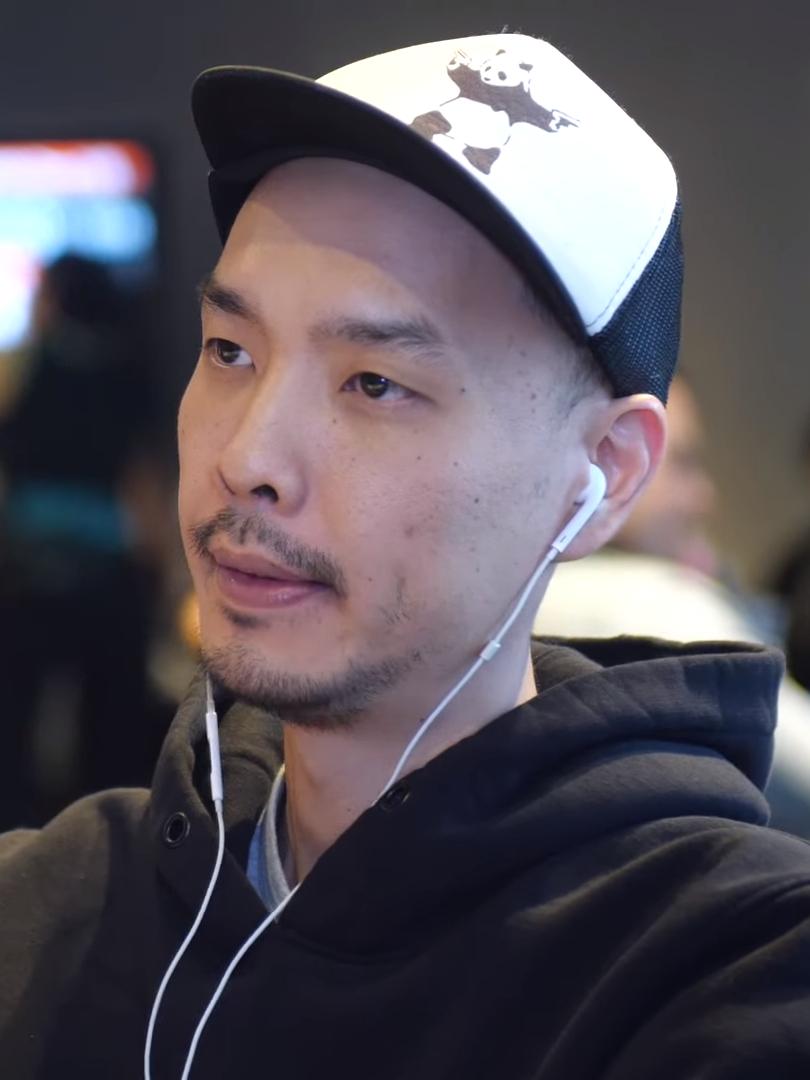
David Rheem (2019)

Das achte Event wurde am 23. und 24. März 2022 in Pot Limit Omaha gespielt. 66 Teilnehmer zahlten den Buy-in von 15.000 US-Dollar.
| Platz | Herkunft           | Spieler         | Preisgeld (in $) | Punkte |
| ----- | ------------------ | --------------- | ---------------- | ------ |
| 1     | Vereinigte Staaten | David Rheem     | 271.350          | 271    |
| 2     | Vereinigte Staaten | Scott Seiver    | 201.000          | 201    |
| 3     | Vereinigte Staaten | Isaac Kempton   | 130.650          | 131    |
| 4     | Vereinigte Staaten | Phil Hellmuth   | 100.500          | 101    |
| 5     | Vereinigte Staaten | Adam Hendrix    | 080.400          | 080    |
| 6     | Vereinigte Staaten | Dylan Weisman   | 060.300          | 060    |
| 7     | Vereinigte Staaten | Matthew Wantman | 049.500          | 050    |
| 8     | Vereinigte Staaten | Cary Katz       | 039.600          | 040    |
| 9     | Kanada             | Alex Livingston | 039.600          | 040    |
| 10    | Vereinigte Staaten | Joseph Sanders  | 029.700          | 030    |

### #9 – No Limit Hold’em

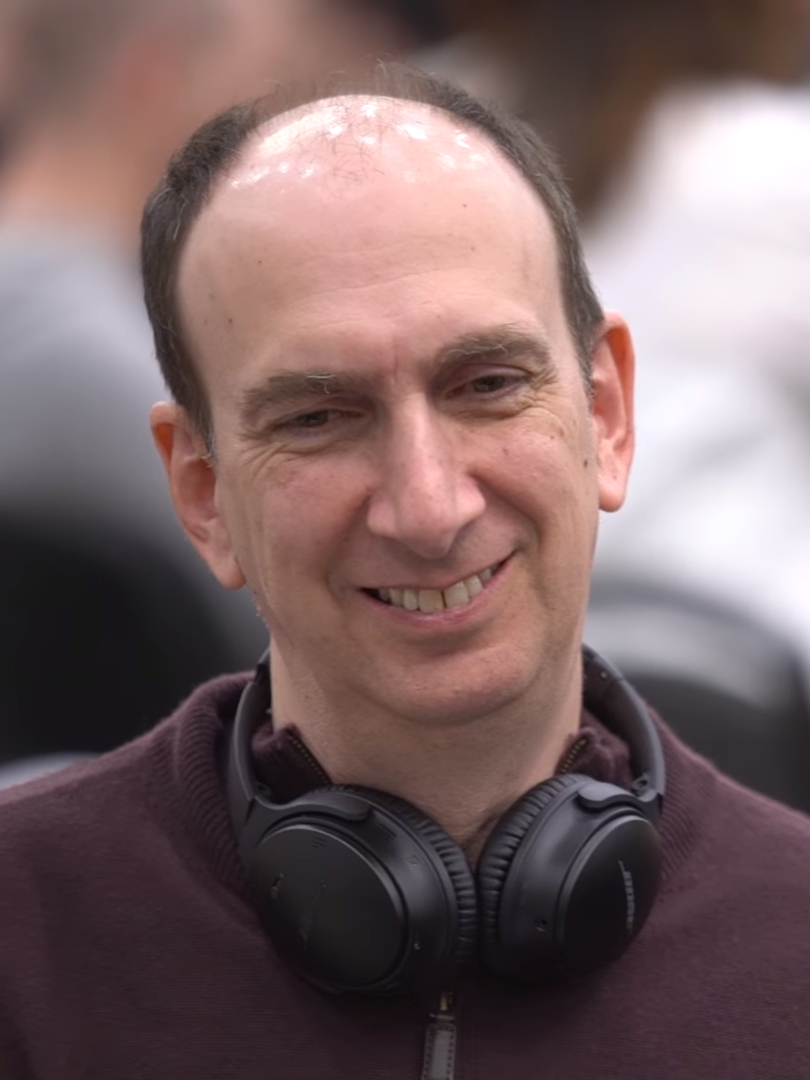
Erik Seidel (2018)

Das neunte Event wurde am 24. und 25. März 2022 in No Limit Hold’em gespielt. 63 Teilnehmer zahlten den Buy-in von 25.000 US-Dollar.
| Platz | Herkunft           | Spieler         | Preisgeld (in $) | Punkte |
| ----- | ------------------ | --------------- | ---------------- | ------ |
| 1     | Vereinigte Staaten | Erik Seidel     | 472.500          | 284    |
| 2     | Vereinigte Staaten | Phil Hellmuth   | 315.000          | 189    |
| 3     | Vereinigte Staaten | Alex Foxen      | 220.500          | 132    |
| 4     | Vereinigte Staaten | Sam Soverel     | 157.500          | 095    |
| 5     | Japan              | Tamon Nakamura  | 126.000          | 076    |
| 6     | Vereinigte Staaten | Ren Lin         | 094.500          | 057    |
| 7     | Kanada             | Alex Livingston | 078.750          | 047    |
| 8     | Vereinigte Staaten | Shannon Shorr   | 063.000          | 038    |
| 9     | Vereinigte Staaten | Zhuang Ruan     | 047.250          | 028    |

### #10 – Pot Limit Omaha
Das zehnte Event wurde am 25. und 26. März 2022 in Pot Limit Omaha gespielt. 49 Teilnehmer zahlten den Buy-in von 25.000 US-Dollar.
| Platz | Herkunft                | Spieler           | Preisgeld (in $) | Punkte |
| ----- | ----------------------- | ----------------- | ---------------- | ------ |
| 1     | Vereinigte Staaten      | Dylan Weisman     | 416.500          | 250    |
| 2     | Vereinigte Staaten      | Cary Katz         | 269.500          | 162    |
| 3     | Bosnien und Herzegowina | Almedin Imširović | 183.750          | 110    |
| 4     | Vereinigte Staaten      | Matthew Wantman   | 134.750          | 081    |
| 5     | Vereinigtes Konigreich  | Stephen Chidwick  | 098.000          | 059    |
| 6     | Vereinigte Staaten      | Isaac Kempton     | 073.500          | 044    |
| 7     | Vereinigte Staaten      | Chris Brewer      | 049.000          | 029    |

### #11 – No Limit Hold’em
Das elfte Event wurde am 26. und 27. März 2022 in No Limit Hold’em gespielt. 55 Teilnehmer zahlten den Buy-in von 25.000 US-Dollar.
| Platz | Herkunft                | Spieler           | Preisgeld (in $) | Punkte |
| ----- | ----------------------- | ----------------- | ---------------- | ------ |
| 1     | Vereinigte Staaten      | Sean Winter       | 440.000          | 264    |
| 2     | Bosnien und Herzegowina | Almedin Imširović | 288.750          | 173    |
| 3     | Vereinigte Staaten      | Jake Schindler    | 192.500          | 116    |
| 4     | Vereinigte Staaten      | Nick Schulman     | 137.500          | 083    |
| 5     | Vereinigte Staaten      | David Peters      | 110.000          | 066    |
| 6     | Japan                   | Tamon Nakamura    | 082.500          | 050    |
| 7     | Vereinigte Staaten      | Cary Katz         | 068.750          | 041    |
| 8     | Vereinigte Staaten      | Dan Smith         | 055.000          | 033    |

### #12 – No Limit Hold’em
Das Main Event wurde am 27. und 28. März 2022 in No Limit Hold’em gespielt.42 Teilnehmer zahlten den Buy-in von 50.000 US-Dollar.
| Platz | Herkunft           | Spieler        | Preisgeld (in $) | Punkte |
| ----- | ------------------ | -------------- | ---------------- | ------ |
| 1     | Vereinigte Staaten | Sean Winter    | 756.000          | 454    |
| 2     | Japan              | Masashi Oya    | 504.000          | 302    |
| 3     | Vereinigte Staaten | Zhuang Ruan    | 336.000          | 202    |
| 4     | Vereinigte Staaten | Vikenty Shegal | 231.000          | 139    |
| 5     | Vereinigte Staaten | Shannon Shorr  | 168.000          | 101    |
| 6     | Vereinigte Staaten | Dan Smith      | 105.000          | 063    |

## Trophäe

### Punktesystem
Jeder Spieler, der bei einem der zwölf Turniere in den Preisrängen landete, sammelte zusätzlich zum Preisgeld Punkte. Das Punktesystem orientierte sich während der gesamten PokerGO Tour am Buy-in und dem gewonnenen Preisgeld. Es wurde zu ganzen Punkten gerundet.

### Endstand

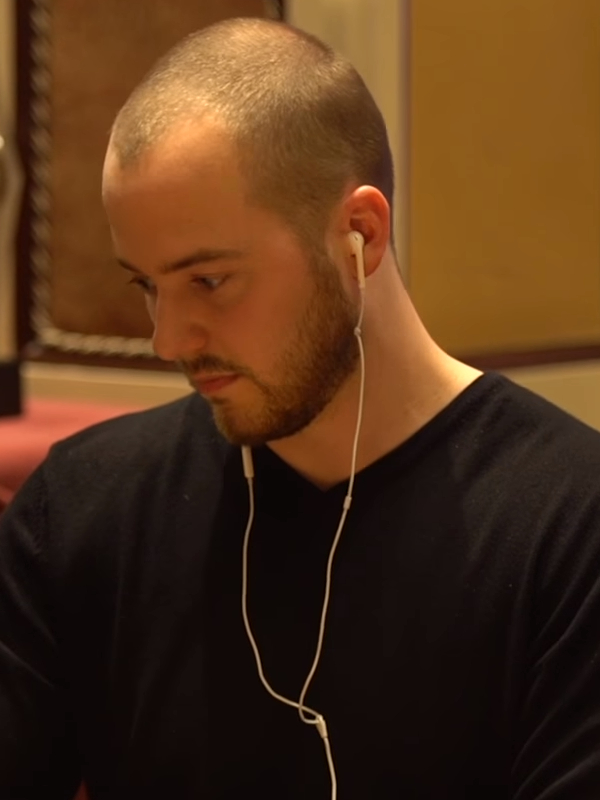
Sean Winter (2018)

Sean Winter sammelte durch seine Siege in den letzten beiden Events die meisten Turnierpunkte sowie das meiste Preisgeld aller Spieler.
| Platz | Herkunft           | Spieler        | Punkte | Preisgeld (in $) | Cashes | Siege |
| ----- | ------------------ | -------------- | ------ | ---------------- | ------ | ----- |
| 1     | Vereinigte Staaten | Sean Winter    | 718    | 1.196.000        | 2      | 2     |
| 2     | Japan              | Tamon Nakamura | 588    | 0.669.400        | 6      | 2     |
| 3     | Vereinigte Staaten | Alex Foxen     | 488    | 0.576.600        | 4      | 1     |
| 4     | Vereinigte Staaten | David Rheem    | 481    | 0.481.350        | 2      | 1     |
| 5     | Vereinigte Staaten | Phil Hellmuth  | 464    | 0.589.200        | 4      | 0     |
| 6     | Vereinigte Staaten | Shannon Shorr  | 441    | 0.532.900        | 4      | 1     |
| 7     | Vereinigte Staaten | Erik Seidel    | 428    | 0.617.300        | 3      | 1     |
| 8     | Japan              | Masashi Oya    | 414    | 0.615.600        | 2      | 0     |
| 9     | Vereinigte Staaten | Dylan Weisman  | 414    | 0.580.800        | 4      | 1     |
| 10    | Vereinigte Staaten | Adam Hendrix   | 356    | 0.356.700        | 4      | 1     |